# Johann Grüwel
Johann Grüwel, auch Johann Greuvel (geb. 3. Dezember 1638 in Kremmen; gest. 6. Oktober 1710 ebenda) war ein deutscher Gelehrter und Chronist der Frühen Neuzeit. Grüwel, der Sohn des Kremmener Bürgermeisters, war selber Bürgermeister der Stadt und verfasste mehrere Abhandlungen. Dazu gehören eine Abhandlung über den Seidenanbau, vermutlich die erste der Mark Brandenburg, eine Abhandlung über die Imkerei sowie mit der „Cremmischen Schaubühne“ eine historische Chronik von Kremmen und dem Umland.

## Leben
Grüwel wurde als Sohn des Andreas Grüwel und seiner Frau Judith geb. Mahnkopf geboren. Johann war das einzige der zehn Kinder des Andreas’ das das Erwachsenenalter erreichte. Grüwel besuchte erste die Schule in Kremmen, ab 1651 die in Spandau und schließlich erlangte er von 1654 bis 1657 die Universitätsreife auf dem Cöllnischen Gymnasium. Von 1658 bis 1660 studierte er Rechtswissenschaften an der Universität Wittenberg.
Ab 1660 war er Gerichtsherr über die Güter Bredowschen Güter in seiner Heimatstadt Kremmen. Allerdings hatte die Familie von Bredow zwar vom frühen 15. Jahrhundert die Stadt Kremmen und das Umland besessen, durch den kurz vorher zu Ende gegangenen Dreißigjährigen Krieg musste sie sich von ihren Gütern trennen. Den größten Teil der Kremmener Gerichtsbarkeit besaß zu dieser Zeit Markus von der Lütke – ein kaiserlicher Offizier im Dreißigjährigen Krieg, der ob seiner Verdienste in den Reichsgrafenstand erhoben worden war und danach Ländereien nordwestlich Berlins und Spandaus erwarb.
Ab 1676 bekleidete Grüwel zusätzlich zum Richteramt auch das Bürgermeisteramt in Kremmen und hatte dies bis zu seinem Todesjahr 1710 inne. Zusätzlich war er auch noch Gerichtshalter in Löwenberg.
Grüwel war zweimal verheiratet. Erst mit Anna Margherita, einer Tochter des Spandauer Bürgermeisters bis zu ihrem Tod 1692 und ab 1694 mit Louise Gertrud. Grüwel hatte insgesamt 10 Kinder. Sein Sohn Nathaniel Gottfried folgte ihm später im Amt des Bürgermeisters von Kremmen nach.

## Werk
Das früheste bekannte Werk Grüwels ist eine Abhandlung über den Seidenanbau. Vermutlich die erste Arbeit über dieses Thema in Brandenburg. Ein größeres Werk war die Abhandlung über die „Brandenburgische Bienen-Kunst“. Dabei kombiniert er zum einen seine Übersetzung von Vergils Werk Georgica mit seinen eigenen Erfahrungen in der Imkerei und dem Wissen, das er vom Imker Peter Hüfener aus Lietzow hatte, der auf 30 Jahre Erfahrung in der Kunst zurückblicken konnte. In der von Grüwel veröffentlichten Cremmischen Schaubühne, übermittelte er, teils aus eigener Erfahrung teils über Recherche historisches zur Stadt Kremmen und dem Umland. Auch würdigt er dort die zeitgenössischen Auseinandersetzungen der Stadt mit der Familie von Bredow, die Einführung der Reformation in Kremmen und darüber wie die Bredowschen Güter an Markus von der Lüdtke fielen.